# Мартианов, Евгений Владимирович
Евгений Владимирович Мартианов (род. 12 февраля 1938, Краснодар) — советский и российский тренер по лёгкой атлетике. Заслуженный тренер СССР (1991).

## Биография
Родился 12 февраля 1938 года в Краснодаре.
В 1959 году окончил факультет физической культуры Краснодарского государственного педагогического института.
С 1959 года работает в ФСО Динамо. Несколько лет являлся старшим тренером сборной СССР по прыжкам в длину. Много лет был старшим тренером-преподавателем отделения по лёгкой атлетике Краснодарской краевой школы высшего спортивного мастерства.
Подготовил ряд известных легкоатлетов, среди которых:
- Леонид Волошин — чемпион Европы 1990 года, двукратный чемпион Европы в помещении (1992, 1994)[5],
- Татьяна Родионова — серебряный призёр чемпионата мира в помещении 1985 года,
- Станислав Тарасенко — серебряный призер чемпионата мира 1993 года,
- Евгений Третьяк — трёхкратный чемпион России в помещении (1995, 1997, 2001),
- Андрей Куренной — чемпион Универсиады 1995 года, чемпион России 1997 года[6],
- Игорь Гавриленко — чемпион России в помещении 2001 года,
- Аскер Барчо — чемпион СССР 1969 года.

В 2010-х годах стал готовить бобслеистов, среди его воспитанников: Алексей Пушкарёв, Василий Кондратенко и Алексей Зайцев.

## Награды и звания
- Почётное звание «Заслуженный тренер РСФСР» (1983).
- Почётное звание «Заслуженный тренер СССР» (1991).
- Почётный знак «За заслуги в развитии физической культуры и спорта» (1998).